# Salaisuudet
Salaisuudet è l'album di debutto della cantante finlandese Tuuli, pubblicato il 21 settembre 2012 su etichetta discografica Warner Music Finland.

## Tracce
1. Salaisuudet – 3:26
2. Katupölyä – 3:33
3. Satelliitti – 3:30
4. Paljon onnea vaan – 3:10
5. Faktaa ja fiktiota – 4:06
6. Kotibileet – 3:34
7. Koko kesä aikaa – 3:25
8. Valkoinen – 2:52
9. Pahassa paikassa – 4:22
10. Enää ei oo kiire – 4:13
11. Enää ei oo kiire (remix) – 3:41

## Classifiche
| Classifica (2012) | Posizione massima |
| ----------------- | ----------------- |
| Finlandia         | 3                 |